# Marin Hinkle
Pour les articles homonymes, voir Hinkle.
Marin Hinkle, née le 23 mars 1966 à Dar es Salaam, en Tanzanie, est une actrice américaine.

## Biographie
Sa mère, Margaret R. Hinkle, est un juge de la Cour supérieure du Massachusetts, et son père, Rodney Hinkle était principal d'un collège. Ses parents ont été membres du Corps de la paix. Elle a aussi un frère de 2 ans plus jeune. Elle a fréquenté l'université Brown et l'université de New York.
Elle est mariée à Randall Sommer depuis 1998 et elle a un enfant.

## Filmographie
- 1994 : Angie : Young Joanne
- 1996 : Spin City : Carolyn
- 1996 : Milk & Money : Carla
- 1996 : Breathing Room : Larissa
- 1996 : I'm Not Rappaport : Hannah
- 1996 : Chocolate for Breakfast : Amy
- 1998 : Show & Tell : Pea
- 1999-2001 : Deuxième chance : Judy Brooks
- 2000 : Sam the Man : Shelly
- 2000 : Killing Cinderella : Karen
- 2000 : Fréquence interdite : Sissy Clark
- 2001 : Final : Sherry
- 2001 : WW3
- 2001 : The Next Big Thing : Shari Lampkin
- 2001 : I Am Sam : Patricia
- 2002 : The Year That Trembled : Helen Kerrigan
- 2002 : Dark Blue : Deena Schultz
- 2003 : Urgences : Kathy Shepard
- 2003-2015 : Mon oncle Charlie : Judith Harper
- 2005 : Who's the Top ? : Alixe
- 2005 : Un destin si fragile : Holly
- 2005 : Dr House : Naomi Randolph (saison 1, épisode 18)
- 2005 : New York, unité spéciale (saison 7, épisode 6) : Janice Whitlock
- 2007 : Les Rails du destin : Rails and Ties : Renee
- 2008 : Brothers and Sisters : l'ex-femme de Robert
- 2008 : La Malédiction de Molly Hartley de Mickey Lidell : Jane Hartley
- 2008 : Panique à Hollywood : Annie
- 2009 : En quarantaine : Kathy
- 2009 : Dans ses rêves : Mme Davis
- 2010 : American Wives : la sœur de Denise (saison 4, épisode 16)
- 2013 : Recherche ma mère désespérément : Callie
- 2014 : The Affair : thérapeute
- 2014 : Madam Secretary : Isabelle Barnes
- 2016 : Speechless : Dr. Ava Miller
- 2016 : Castle : Dr Rebecca Ellins
- 2017 : Mme Maisel, femme fabuleuse (série) : Rose Weissman
- 2017 : Jumanji : Bienvenue dans la jungle : la mère de Spencer
- 2019 : Jumanji: Next Level : la mère de Spencer
- 2020 : Grey's Anatomy (saison 16, épisode 8) : Me Ashley Cordova
- 2025: Good American Family : Jackie Starbuck (épisodes 7 et 8)

## Voix francophones
En France, Élisabeth Fargeot est la voix régulière de Marin Hinkle,. Auparavant, Virginie Méry l'a également doublée à quatre reprises.
En France
| - Élisabeth Fargeot, dans : - FBI : Portés disparus (série télévisée) - Mon oncle Charlie (série télévisée) - Mon meilleur ennemi (série télévisée) - Homeland (série télévisée) - Madam Secretary (série télévisée) - Grey's Anatomy (série télévisée) - La Fabuleuse Madame Maisel (série télévisée) - Prise au jeu (en) - The Electric State - Virginie Méry dans (les séries télévisées) : - Deuxième Chance - Private Practice - New York, police judiciaire (saison 20) - American Wives - Ivana Coppola, dans (les séries télévisées) : - Brothers and Sisters (série télévisée, 1re voix) - Double Jeu | Et aussi - Véronique Soufflet dans Spin City, (série télévisée) - Sarah Marot (1973 - 2021) et Christine Sireyzol dans New York, police judiciaire (série télévisée, saisons 8 et 10) - Naïké Fauveau dans Urgences (série télévisée) - Stéphanie Lafforgue dans Dr House (série télévisée) - Karine Texier dans Brothers and Sisters, (série télévisée, 2e voix) - Ludmila Ruoso dans En quarantaine - Isabelle Volpé dans Don't Trust the B---- in Apartment 23, (série télévisée) - Juliette Degenne dans The Affair, (série télévisée) - Natacha Muller dans Speechless, (série télévisée) |